# バーンウェル郡 (サウスカロライナ州)
バーンウェル郡（英: Barnwell County）は、アメリカ合衆国サウスカロライナ州の西部に位置する郡である。2010年国勢調査での人口は22,621人であり、2000年の23,478人から3.7%減少した。郡庁所在地はバーンウェル市（人口4,750人）であり、同郡で人口最大の都市でもある。

## 歴史

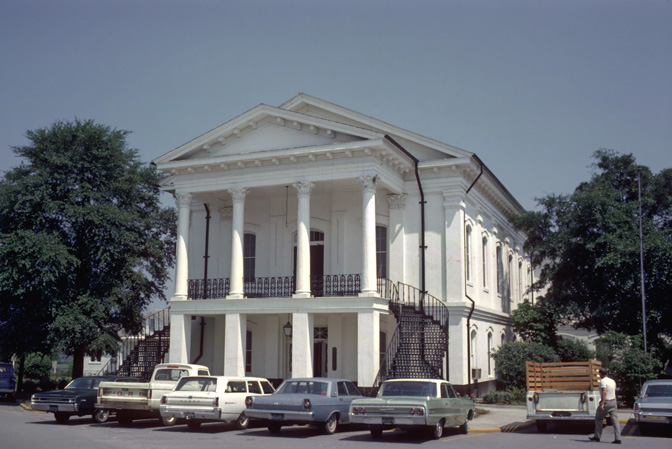
バーンウェル市にあるバーンウェル郡庁舎

バーンウェル地区はサバンナ川沿いのオレンジバーグ地区南西部から1798年に設立した（実効は1800年）。名称はアメリカ独立戦争に参加した地元の人物ジョン・バーンウェルに因んで名付けられた。
1868年、レコンストラクション時代にサウスカロライナ州憲法が改訂され、州内の地区は郡になり、以前のように州の役人が選ぶのではなく、21歳以上の男性によって役人が選出された。1871年、郡の北西部から新しくエイキン郡が設立された。1874年、エイキン郡との郡境が微修正された。1897年、郡東部3分の1がバンバーグ郡新設のために取られた。1919年、郡の南側ほぼ半分がアンダーソン郡設立のために削られ、バーンウェルの現在の領域になった。

## 地理
アメリカ合衆国国勢調査局に拠れば、郡域全面積は557平方マイル (1,442.6 km2)であり、このうち陸地548平方マイル (1,419.3 km2)、水域は9平方マイル (23.3 km2)で水域率は1.59%である。

### 隣接する郡
- エイキン郡 - 北
- バンバーグ郡 - 東
- オレンジバーグ郡 - 東
- アレンデール郡 - 南東
- バーク郡 (ジョージア州) - 南西

## 人口動態
以下は2000年国勢調査による人口統計データである。
| 基礎データ - 人口: 23,478人 - 世帯数: 9,021 世帯 - 家族数: 6,431 家族 - 人口密度: 17人/km2（43人/mi2） - 住居数: 10,191軒 - 住居密度: 7軒/km2（19軒/mi2） 人種別人口構成 - 白人: 55.18% - アフリカン・アメリカン: 42.55% - ネイティブ・アメリカン: 0.35% - アジア人: 0.39% - 太平洋諸島系: 0.03% - その他の人種: 0.78% - 混血: 0.72% - ヒスパニック・ラテン系: 1.39% 年齢別人口構成 - 18歳未満: 28.1% - 18-24歳: 8.7% - 25-44歳: 27.9% - 45-64歳: 22.6% - 65歳以上: 12.6% - 年齢の中央値: 36歳 - 性比（女性100人あたり男性の人口） - 総人口: 92.7 - 18歳以上: 86.5 | 世帯と家族（対世帯数） - 18歳未満の子供がいる: 34.8% - 結婚・同居している夫婦: 47.4% - 未婚・離婚・死別女性が世帯主: 19.3% - 非家族世帯: 28.7% - 単身世帯: 25.6% - 65歳以上の老人1人暮らし: 10.2% - 平均構成人数 - 世帯: 2.57人 - 家族: 3.08人 収入と家計 - 収入の中央値 - 世帯: 28,591米ドル - 家族: 35,866米ドル - 性別 - 男性: 31,161米ドル - 女性: 21,904米ドル - 人口1人あたり収入: 15,870米ドル - 貧困線以下 - 対人口: 20.9% - 対家族数: 17.9% - 18歳未満: 27.3% - 65歳以上: 24.4% |

## 都市と町
- バーンウェル - 郡庁所在地
- ブラックビル
- エルコ
- ヒルダ
- クライン
- スネリング
- ウィリストン